# 陶本科格爾山
47°30′15″N 13°38′50″E / 47.50417°N 13.64722°E

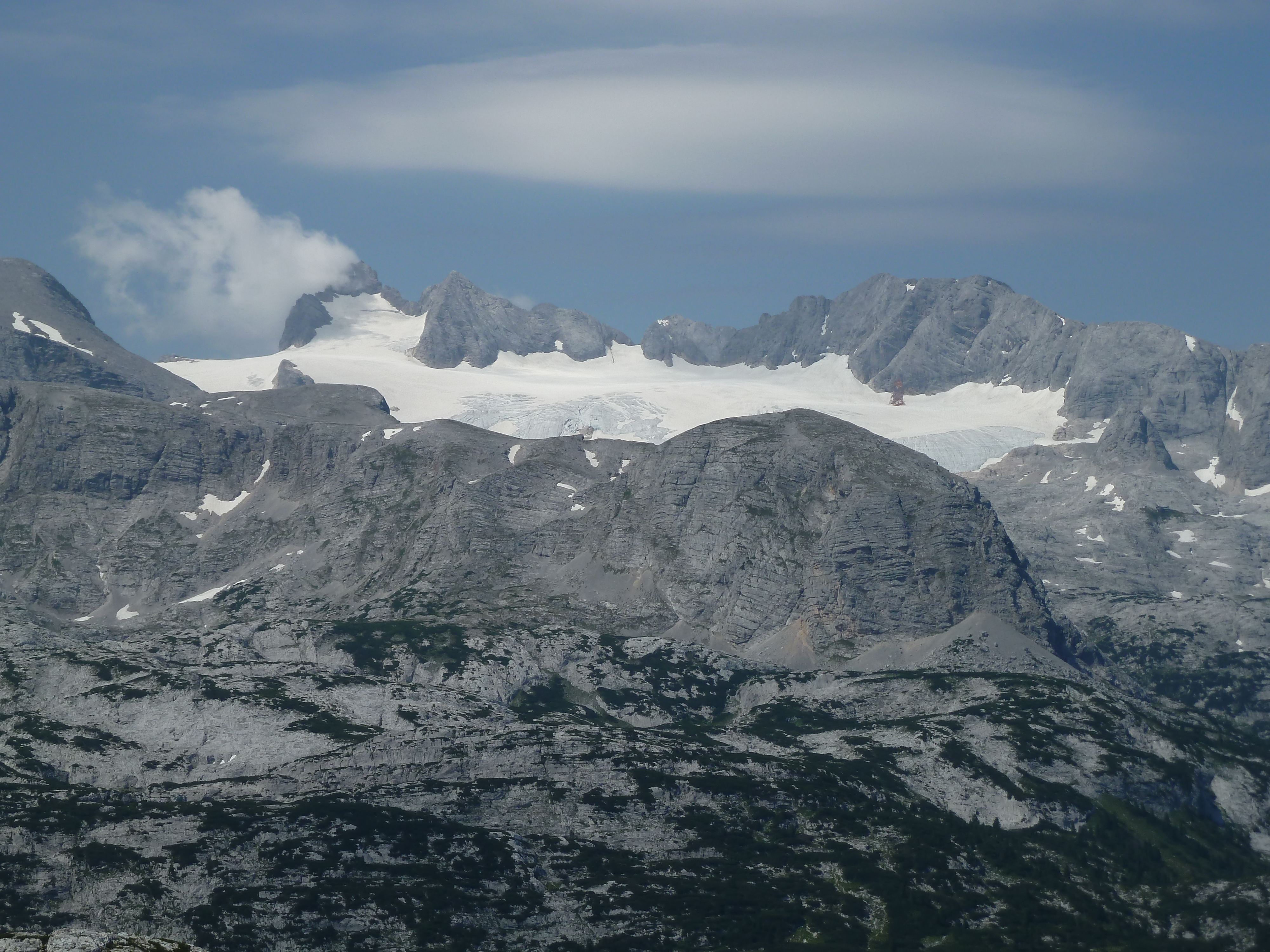

陶本科格爾山（德語：Taubenkogel），是奧地利的山峰，位於該國中部，由上奧地利州負責管轄，屬於达赫施泰因山脉的一部分，距離上格亚伊德施泰因山0.5公里，海拔高度2,301米，每年平均降雨量2,029毫米。